# The Selecter
The Selecter var en brittisk musikgrupp bildad 1979 i Coventry, Midlands. The Selecter var en av huvudgrupperna inom ska revival och 2 Tone-rörelserna, band som spelade jamaicansk populärmusik från ska- (1963–1967) och rocksteadyeran (1966–1971). Namnet Selecter kommer från jamaicanska "selecter", "selectah" eller "selector", vilket betyder "diskjockey" (låtväljare på klubbar och dansställen), alltså DJ utanför reggaegenren). De utmärkte sig särskilt genom att sången sköttes av en kvinna, Pauline Black, som plockades in av grundaren Neol Davies efter att debutsingeln och hiten "The Selecter" släppts i juli 1979. I stort sett alla andra stora grupper inom genren hade manliga sångare, men Pauline var huvudsångare från och med andra singeln och hiten "On My Radio" i oktober 1979.
Medlemmar i gruppen var i original Pauline Black (sång), Arthur 'Gaps' Hendrickson (sång), Neol Davies (gitarr), Compton Amanor (gitarr), Charley Anderson (basgitarr), Desmond Brown (keyboard) och  Charley 'H' Bembridge (trummor). Man lånade även in trombonister och andra brassmusiker till vissa låtar.

## Historik
The Selecter kom ursprungligen till efter inspiration från The Specials som även de hade sin hemvist i Coventry. Gruppen började spela in sitt debutalbum, Too Much Pressure sent 1979. Vid det här laget hade redan gruppen en större hit i Storbritannien med låten "On My Radio". Att just den låten blev en hit är lite överraskande då den handlade om radios likgiltighet inför ny musik. Too Much Pressure släpptes i februari 1980. Här fanns hitsinglarna "Three Minute Hero", "Too Much Pressure" (som var b-sidan till "On My Radio"-singeln), tillsammans med andra av gruppens mer uppskattade låtar. Albumet brukar räknas som gruppens höjdpunkt. En av de allra första medlemmarna, basisten Charley Anderson, tvingades lämna Selecter 1980 och bodde i Sverige mellan början av 1990-talet och spelade bl.a. med The Skalatones.  År 2009 återvände Anderson till Coventry för att spela en välgörenhetskonsert för att marknadsföra sitt Ghetto Child-projekt
När The Selecters andra album, Celebrate the Bullet (1981), gavs ut hade Desmond Brown slutat och blivit ersatt av James Mackie, och basisten Charlie Anderson ersatts av Adam Williams. Albumet blev mindre framgångsrikt även om titellåten "Celebrate The Bullet" blivit en tidlös klassiker i ska- och reggaekretsar. Vid denna tid var intresset för ska på väg att försvinna. Men innan dess skildrades The Selecter tillsammans med andra ska revival-band i filmen Dance Craze.
Bandet splittrades 1982. Paulie Black sökte sig till televisionen och teatervärlden. År 1983 spelade hon i Sams and Sinclairs musikal, The Blue Angel, på Liverpool Playhouse i Liverpool. I TV hade hon roller i Shrinks, The Vice, Out Of The Blue, The Bill, Hearts and Minds och år 2000 i Acres of Sky. År 1991 vann hon en Time Out Award som bästa skådespelare för sitt porträtt av Billie Holiday i uppsättningen All or Nothing. Hon spelade även i Christopher Lee-filmen Funny Man 1994.
År 1991 återskapade Pauline Black och Neol Davies bandet, men Pauline tog snart ledigt för sina andra projekt och för att skriva en bok. Hon medverkade dock på album-serien The Trojan Songbook, som består av covers från ska- rocksteady- och den tidiga reggae-eran på Jamaica, utgivna på Trojan Records från ungefär åren 1964–1974. Davies och Arthur 'Gaps' Hendrickson bildade ett nytt The Selcter tillsammans med nya bandmedlemmar och turnerade flitigt fram till 2006. År 2010 startade Pauline Black och Hendrickson upp The Selecter i en tredje version, som släppt tre album: Made In Britain 2011, String Theory 2013 och den mer uppmärksammade Subculture 2015.

## Medlemmar

### The Selecter (1979–1981, 1991–2006)
- Pauline Black – sång (1979–1981, 1991–2006)
- Neol Davies – gitarr (1979–1981, 1991–2006)
- Arthur 'Gaps' Hendrickson – sång (1979–1981, 1991–2006)
- Compton Amanor – gitarr (1979–1981)
- Charley Bembridge – trummor (1979–1981)
- Charley Anderson – basgitarr (1979–1980)
- Desmond Brown – orgel, keyboard (1979–1980)
- James Mackie – orgel (1980–1981)
- Adam Williams – basgitarr (1980–1981)
- Martin Stewart – keyboard (1991–2006)
- Nicky Welsh – basgitarr (1991–2006)
- Perry Melius – trummor (1991–2006)
- Toby Barelli – gitarr (2001–2004)

### Pauline Black's Selecter
Nuvarande medlemmar i Pauline Black's Selecter
- Pauline Black – sång (2010– )
- Arthur 'Gaps' Hendrickson – sång (2010– )
- Winston Marche – trummor (2010– )
- Neil Pyzer-Skeete – horn (2010– )
- Orlando LaRose – horn (2010– )
- Will Crewdson – gitarr (2014– )
- Luke Palmer – basgitarr (2014– )
- Lee Horsley – keyboard (2014– )

Tidigare medlemmar i Pauline Black's Selecter
- Anthony Harty – gitarr (2010–2014)
- Greg Coulson – keyboard (2010–2014)
- John Thompson – basgitarr (2010–2014)
- Emma Bassett – horn (2011)

### Neol Davies' Selecter
- Neol Davies – sång, gitarr (2011– )
- John Gibbons – sång (2011– )
- Daniel Crosby – trummor (2011– )
- Dean Ross – orgel (2011– )
- Andre Bayuni – basgitarr (2011– )
- Tim Cansfield – gitarr (2011– )
- Victor Travino – percussion (2011– )
- Ellie Smith – horn (2011– )
- Hannah Taylor – horn (2011– )
- Faye Treacy – horn (2011– )

## Diskografi

### Album
- 1980 – Too Much Pressure (UK #5) (2 Tone Records och Chrysalis Records)
- 1981 – Celebrate the Bullet (UK #41)
- 1994 – The Happy Album
- 1995 – Hairspray
- 1995 – Pucker!
- 1999 – The Trojan Songbook
- 2000 – The Trojan Songbook - Vol 2
- 2000 – Kingston Affair (med Dave Barker)
- 2001 – The Trojan Songbook - Vol 3
- 2002 – Acoustic - Unplugged for the Rude Boy Generation
- 2003 – Real to Reel
- 2011 – Made In Britain
- 2013 – String Theory
- 2015 – Subculture (UK #54)

### EPs
- 1991 – Madness (The Selecter tillsammans med Prince Buster & Rico)
- 1992 – Hairspray

### Singlar
- 1979 – "Gangsters / The Selecter" (2 Tone Records, The Specials / The Selecter, UK #6)
- 1979 – "On My Radio" (Chrysalis Records, UK #8)
- 1980 – "Three Minute Hero" (Chrysalis Records, UK #16)
- 1980 – "Missing Words" (Chrysalis Records, UK #23)
- 1980 – "The Whisper" (Chrysalis Records, UK #36)
- 1980 – "Celebrate The Bullet" (Chrysalis Records)
- 1991 – "On My Radio 91"
- 1995 – "Big In The Body, Small In The Mind" (nedladdningsbar och på vinyl)
- 2011 – "Back To Black" (nedladdningsbar och på vinyl)